# Gengiskhanides
Les Gengiskhanides sont les descendants de Gengis Khan, qui régnèrent aux XIIIe et XIVe siècles sur l'Empire mongol et ultérieurement sur les khanats qui en sont issus.

## Rappel historique
Au XIIIe siècle, un aristocrate nommé Temudjin unifie les mongoles et prend le nom de Gengis Khan.
Ses successeurs sont Ögödei, Güyük, Möngke et Khubilai ainsi que diverses dynasties qui pour certaines régnèrent sur des Khanats jusqu'au XXe siècle.

### Les Ogodéides
Ögödei le troisième fils de Gengis Khan et de son épouse principale Börte, né vers 1189 fut le deuxième khan suprême des Mongols de 1227 à sa mort en 1241.
Sa veuve Töregene assuma la régence de 1241 à 1246, date de l'élection de leur fils.
Güyük, fils d' Ögödei fut élu troisième khan suprême en 1246 et régna jusqu'en 1248. Il fut le dernier Ogodéide en titre.
Sa veuve Oghul Qaïmich assuma la régence jusqu'en 1251.

### Les Toluides
Mongka (de 1251 à 1259) puis Khubilaï (de 1260 à 1294), tous deux fils de Tolui, le quatrième et dernier fils de Genghis Khan et de Börte, furent les deux khans suprêmes suivants.
Kūbilaï Khān, khan mongol puis empereur de Chine (元世祖 忽必烈, hanyu pinyin Yuán shì zǔ Hūbìliè : "H., ancêtre de l'ère Yuan"), est le fondateur de la dynastie Yuan qui perdura jusqu'en 1368, date d'une révolte nationale chinoise et du remplacement de la dynastie Yuan par la dynastie Ming.

### Les Djaghataïdes
Ils sont issus de Djaghataï, deuxième fils de Gengis Khan et de Börte dont le fief, le khanat de Djaghataï, couvrait l’Asie centrale.
La conversion à l’islam du khan Tarmachirin, en 1334 provoqua l'éclatement du khanat en deux parties : la Transoxiane musulmane et le Mogholistan (« pays des Mongols ») bouddhiste. Puis le khanat de Djaghataï se scinda en trois khanats ouzbeks de Boukhara (qui englobait Samarcande), Khiva et le Khanat de Kokand.
Les khans de Transoxiane gardèrent jusqu'au XVe siècle un pouvoir sous la dépendance de Tamerlan et de ses descendants.
Les Djaghataïdes gardèrent le Turkestan chinois (Xinjiang) jusqu’à la fin du XVIe siècle.
Le Khanat de Kokand perdura de 1709 à son rattachement à la Russie en 1876.

#### Les Chaybanides
Les Chaybanides conquirent la Transoxiane au XVIe siècle et gardèrent le khanat de Khiva jusqu'à son rattachement à l'Union soviétique en 1920.

#### Les Djanides
Les Djanides ont régné sur le khanat de Boukhara de 1599 à 1785 après avoir destitué les autres descendants de Djötchi, la dynastie ouzbek des Chaybanides.

### Les Houlagides
Houlagides, Ilkhanides ou Ilkhans (سلسله ایلخانی), ils forment la dynastie fondée en Iran par Houlagou Khan (Hülegü), petit-fils de Gengis Khan, fils de Tolui et frère des khans suprêmes Möngke et Kubilai Khan. Ils se convertirent à l'Islam sous Ghazan Khan (1295-1304). Le khanat de Perse disparut à la mort d'Abou Saïd en 1335.

### Les Djötchides
Le khanat de Kiptchak ou khanat mongol de la Horde d'or, revint vers 1220 à Djötchi, fils aîné de Gengis Khan.
Ses fils composèrent les trois hordes. Batu, né vers 1205 et mort en 1255, fut le premier khan de la Horde bleue ou khanat de Kiptchak de 1227 à 1255, dans les steppes de Russie.
Son frère Orda, premier khan de la Horde blanche au Kazakhstan, fut son subordonné.
En 1502, le khan de Crimée Mengli Giray, allié des Russes, prend et détruit la capitale, Saraï. Le dernier khan Sheykh Ahmed disparaît en 1516.
Ce qui reste du khanat de Kiptchak, des territoires de la Horde d'or, éclate et forme les khanats de Kazan, d'Astrakhan et de Sibir en Sibérie occidentale.
Les Russes d'Ivan le Terrible prennent Kazan en 1552, puis Astrakhan en 1556. Le khanat de Crimée sera seulement rattaché à la Russie par la Grande Catherine en 1783.

## Généalogie simplifiée
```
Gengis Khan
, né Temüjin (1155/62 † 1227)
x 
Börte
 (1161 † 1230)
│
├─> 
Djötchi
 (1182 † 1227)
│   │
│   ├─> 
Orda
 (1206 † 1251)
│   │
│   ├─> 
Batu
 (1205 † 1255)
│   │   │
│   │   ├─> 
Sartaq
 († 1257)
│   │   │   │
│   │   │   └─> 
Ulaqtchi
 († 1257)
│   │   │
│   │   └─> Toqoqan
│   │       │
│   │       ├─> Tartu
│   │       │   │
│   │       │   └─> 
Tula Buqa
 († 1291)
│   │       │
│   │       ├─> 
Mengü Temür
 († 1280)
│   │       │   │
│   │       │   ├─> 
Toqtaï
 (1270 † 1312)
│   │       │   │
│   │       │   └─> Togrilcha
│   │       │       │
│   │       │       └─> 
Özbeg
 (1282 † 1341)
│   │       │           │
│   │       │           ├─> 
Tinibeg
 († 1342)
│   │       │           │
│   │       │           └─> 
Djanibeg
 († 1357)
│   │       │               │
│   │       │               ├─> 
Berdibeg
 (1310 † 1359)
│   │       │               │
│   │       │               ├─> 
Kulna
 († 1360)
│   │       │               │
│   │       │               └─> 
Nuruzbeg
 († 1360)
│   │       │
│   │       └─> 
Tuda Mangu
 († 1287)
│   │
│   ├─> 
Berké Khan
 (1208 † 1266)
│   │
│   ├─> 
Chayban

│   │   │
│   │   └─> 
Chaybanides

│   │
│   └─> Terval
│       │
│       └─> Tatar
│           │
│           └─> 
Nogaï
 († 1299/1300)
│               │
│               └─> 
Tzaka
 († 1300)
│
├─> 
Djaghataï
 (1183 † 1242)
│   │
│   ├─> 
Mutukan
 († 1221)
│   │   │
│   │   ├─> Yesünto'a
│   │   │   │
│   │   │   └─> 
Baraq
 († 1271)
│   │   │       │
│   │   │       └─> 
Douwa
 († 1307)
│   │   │           │
│   │   │           ├─> 
Kebek
 († 1325)
│   │   │           │
│   │   │           ├─> 
Kundjuk
 († 1308)
│   │   │           │
│   │   │           ├─> Duwa Temür († 1330)
│   │   │           │   │
│   │   │           │   └─> 
Buzan
 († 1334)
│   │   │           │
│   │   │           └─> 
Tarmachirin
 († 1334)
│   │   │
│   │   ├─> 
Kara Hülegü
 († 1252)
│   │   │   x 
Orghana Qatun

│   │   │   │
│   │   │   └─> 
Mubarak Shah
 († 1276)
│   │   │
│   │   └─> 
Büri
 (av.1221 † 1252)
│   │       │
│   │       └─> Qadaqchi
│   │           │
│   │           ├─> 
Taliku
 († 1309)
│   │           │
│   │           └─> 
Buqa Temür
 († 1282)
│   │
│   ├─> Baidar
│   │   │
│   │   └─> 
Alghu
 († 1265)
│   │       x 
Orghana Qatun

│   │
│   └─> 
Yissu Mangu
 († 1252)
│
├─> 
Ögedeï
 (1186 † 1244)
│   x 
Töregene
 († 1246)
│   │
│   ├─> 
Güyük
 (1206 † 1248)
│   │   x 
Oghul Qaïmich
 († 1251)
│   │
│   ├─> 
Godan Khan
 (1206 † 1251)
│   │
│   ├─> 
Khadan

│   │
│   └─> Qachin
│       │
│       └─> 
Qaïdu
 (1230 † 1301)
│           │
│           ├─> 
Djeper
 († ap.1310)
│           │
│           ├─> 
Khutulun
 (1260 † 1306)
│           │
│           └─> 
Dânich-mendiya
 († 1348)
│
├─> 
Alaqai Beki
 (1191 † ap.1230)
│
└─> 
Tolui
 (1191 † 1232)
    x 
Sorgaqtani
 (1190 † 1252)
    │
    ├─> 
Möngke
 (1209 † 1259)
    │
    ├─> 
Kubilai Khan
 (1215 † 1294)
    │   x 1) 
Chabi
 (1225 † 1281)
    │   x 2) 
Nambui

    │   │
    │   └─1> 
Zhenjin
 (1243 † 1286)
    │        │
    │        ├─> Gammala
    │        │   │
    │        │   └─> 
Yesün Temür Khan
 (1293 † 1328)
    │        │       │
    │        │       └─> 
Ragibagh Khan
 (1320 † 1328)
    │        │
    │        ├─> Darmabala (1264 † 1292)
    │        │   │
    │        │   ├─> 
Külüg Khan
 (1281 † 1311)
    │        │   │   │
    │        │   │   ├─> 
Qutugku Khan
 (1300 † 1329)
    │        │   │   │   │
    │        │   │   │   ├─> 
Togoontomor
 (1320 † 1370)
    │        │   │   │   │   x 
Impératrice Qi
 (1315 † 1369)
    │        │   │   │   │   │
    │        │   │   │   │   ├─> 
Ayourchiridhara
 (1340 † 1378)
    │        │   │   │   │   │
    │        │   │   │   │   └─> 
Togustemur
 (1342 † 1388)
    │        │   │   │   │
    │        │   │   │   └─> 
Ningzong
 (1326 † 1332)
    │        │   │   │
    │        │   │   └─> 
Tövtömör Khan
 (1304 † 1332)
    │        │   │
    │        │   └─> 
Ayurbarwada Buyantu Khan
 (1285 † 1320)
    │        │       │
    │        │       └─> 
Gegeen Khan
 (1302 † 1323)
    │        │
    │        └─> 
Témur Khan
 (1265 † 1307)
    │            x 
Bulugan
 († 1307)
    │
    ├─> 
Houlagou Khan
 (1215/16 † 1265)
    │   x 
Doqouz Khatoun
 († 1265)
    │   │
    │   ├─> 
Abaqa
 (1234 † 1282)
    │   │   │
    │   │   ├─> 
Arghoun
 (1258 † 1291)
    │   │   │   │
    │   │   │   ├─> 
Mahmoud Ghazan Khan
 (1271 † 1304)
    │   │   │   │   x 
Kukachin
 († 1296)
    │   │   │   │
    │   │   │   └─> 
Oldjaïtou
 (1282 † 1316)
    │   │   │       │
    │   │   │       ├─> 
Abou-Saïd Bahadour
 (1305 † 1335)
    │   │   │       │   x 1) 
Bagdâd Khâtûn
 († 1335)
    │   │   │       │   x 2) 
Delchâd Khâtûn
 († 1351)
    │   │   │       │
    │   │   │       └─> 
Sati Beg

    │   │   │           x 1) 
Chupan
 (1262 † 1327)
    │   │   │           x 2) 
Arpa Ka'on
 († 1336)
    │   │   │
    │   │   └─> 
Ghaykhatou
 (1259 † 1295)
    │   │
    │   ├─> 
Ahmad Teküder
 (1246/47 † 1284)
    │   │
    │   └─> Taragay
    │       │
    │       └─> 
Baïdou
 (1255/56 † 1295)
    │
    └─> 
Ariq Boqa
 (1219 † 1266)
```